# Pomme de terre de Breux
Pour les articles homonymes, voir Breux.
La pomme de terre de Breux est une pomme de terre, toutes variétés confondues, cultivée dans les communes de Breux et de Thonne-la-Long, près de Montmédy, en Meuse.  

## Histoire
Si la pomme de terre est introduite, en Lorraine, dès le milieu du XVIIe siècle, sa culture à Breux, Thonne-la-Long et Avioth, dont le terroir de sable argileux est très favorable au tubercule, ne se développe qu'à partir de 1850. Avant elle, les paysans cultivent d'abord le blé noir (jusqu'au début du XIXe siècle), puis le chou "cabu" (entre 1800 et 1850), exporté sur les marchés belges voisins.

## Production
La culture du tubercule dit de Breux ne se fait plus actuellement que sur 29 hectares (24 à Breux et 4 à Thonne-la-Long), pour un rendement total de 600 tonnes par an. Les principales variétés cultivées sont la bintje, la rosa et la charlotte.

## Notoriété
La pomme de terre de Breux jouit, depuis le XIXe siècle, d'une excellente réputation, notamment sur les marchés français et belges, où elle est à l'honneur.

Sa notoriété parvient aussi aux oreilles d'artistes qui immortalisent le tubercule de Breux dans leurs œuvres, à l'instar du peintre Jules Bastien-Lepage (1848-1884) dans son tableau La récolte des pommes de terre (1877), actuellement exposé à la National Gallery of Victoria de Melbourne, et du poète Dieudonné Charlier, chantant dans l'un de ses poèmes, "les longues, les saucisses, les becs".

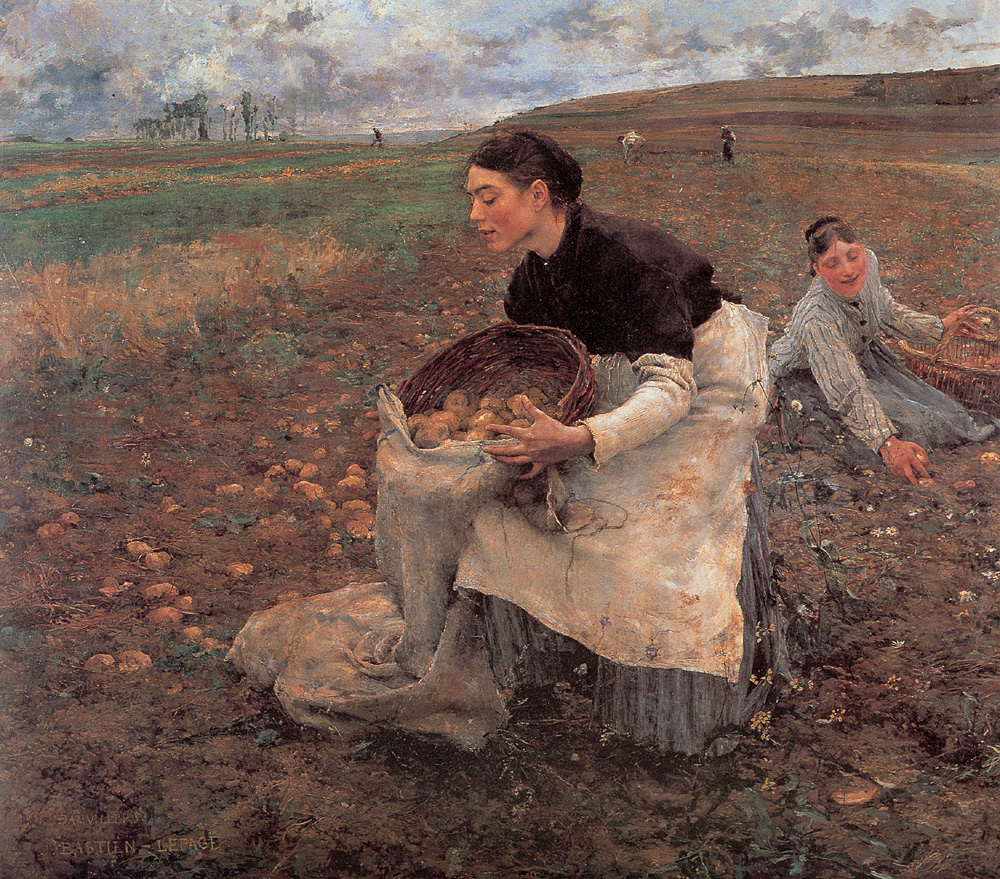
Récolte des pommes de terre, 1877, par Jules Bastien-Lepage (1848-1884).